# San Antero
Pour les articles homonymes, voir Antero.
San Antero est une municipalité située dans le département de Córdoba, en Colombie.